# Callosciurus
Callosciurus és un gènere que formen diverses espècies d'esquirols tropicals del sud-est asiàtic.

## Taxonomia
- Esquirol d'orella tacada (C. adamsi)
- Esquirol blanquinós (C. albescens)
- Esquirol de Kinabalu (C. baluensis)
- Esquirol ventregrís (C. caniceps)
- Esquirol unicolor (C. concolor)
- Esquirol de Pallas (C. erythraeus)
- Esquirol de Finlayson (C. finlaysonii)
- Esquirol de Gray (C. inornatus)
- Esquirol de Hon Khoai (C. honkhoaiensis)
- Esquirol de Mentawai (C. melanogaster)
- Esquirol de banda negra (C. nigrovittatus)
- Esquirol dels plataners (C. notatus)
- Esquirol de banda negra de Borneo (C. orestes)
- Esquirol de banda negra de Blyth (C. phayrei)
- Esquirol de Prévost (C. prevostii)
- Esquirol de l'Irauadi (C. pygerythrus)
- Esquirol d'Anderson (C. quinquestriatus)